# Piemelkrieltje
Het piemelkrieltje (Paragus tibialis) is een vliegensoort uit de familie van de zweefvliegen (Syrphidae). De wetenschappelijke naam van de soort werd in 1817 als Pipiza tibialis gepubliceerd door Carl Fredrik Fallén. Het is een Palearctische soort die voorkomt van West-Europa en Noord-Afrika tot in Rusland en het Midden-Oosten. In zuid-Europa is het een vrij algemene soort. Hij wordt vooral aangetroffen in droge gebieden. Er zijn oude vondsten uit Nederland bekend, maar mogelijk is de soort daar verdwenen als gevolg van de vergrassing van droge zandgronden.